# Schnellboot
La Schnellboot o S-Boot fue un tipo de lancha torpedera alemana utilizada durante la Segunda Guerra Mundial. Este navío fue similar en concepto a la PT Boat estadounidense y la Motor Torpedo Boat británico. En comparación con ellas, la S-boot está mejor dotada para la navegación en mar abierto. La nave es también conocida como E-boat, pues así la denominaban los aliados.

## Historia

### Origen
Tras la entrada en vigor en 1920 del Tratado de Versalles , buena parte de la producción militar alemana fue restringida. Así, el origen del S-boot es un yate a motor privado de 22 toneladas de desplazamiento y velocidad a 34 nudos -el Oheka II, que fue construido y financiado en 1927 por Otto Kahn y la compañía naval Lürssen.
El diseño de este barco fue elegido porque se pensaba que iba a navegar por el Mar del Norte y el Canal de la Mancha, por lo que se requería un barco de esas características: rápido, fuerte y de fácil navegación. Estas características atrajeron el interés de la Armada alemana, que en 1929 ordenó construir un barco similar pero con tubos lanzatorpedos. Así surgió el S-1, el embrión del Schnellboot.

### Guerra civil española y servicio en la Armada Española de la posguerra
Durante la guerra civil española, Alemania entregó a las fuerzas sublevadas las consideradas obsoletas Schnellboot S-1 a S-5, y más adelante les vendió otras 6 unidades del tipo S-38, y la posibilidad de construirlas bajo licencia. Una vez finalizada la contienda, bajo la dictadura de Franco se construyeron con el apoyo de Lürssen otras 6 unidades del tipo S-38.

### Papel en la Segunda Guerra Mundial
Una vez desarrollado el barco con fines militares, sus acciones más frecuentes fueron las relacionadas con la patrulla del Báltico y del Canal de la Mancha, interceptando barcos que se dirigiesen a puertos ingleses del sur y del este. También fueron utilizadas algunos, aunque en menor número, en el Mar Mediterráneo y en el Mar Negro, traspasados allí por transporte terrestre y/o fluvial, donde sirvieron como auxiliares de grandes cruceros. Rara vez se usaron como aprovisionadores de U-Boot.
Además, los militares alemanes usaron una insignia en la que una Schnellboot pasa debajo de una guirnalda como condecoración durante la Segunda Guerra Mundial. Esta conderación se entregaba gracias a la buena conducta, para destacar por acciones y por participar en al menos en doce operaciones frente al enemigo. También se podía dar por un hecho en particular, como el hundimiento de un barco o circunstancias especiales.

### Uso tras el conflicto
Al final de la guerra quedaron operativas 34 lanchas rápidas, que fueron entregadas a los británicos. Tres lanchas, la S-130 (renombrada como P5230), la S-208 (P5208) y la S-212 (P5212) fueron conservadas para pruebas. La P5230 y la P5208 se utilizaron para operaciones clandestinas de inteligencia en el Báltico, hasta 1957, en una unidad comandada por John Harvey-Jones.
España también empleó algunas unidades S-38 que operaron en las aguas del Estrecho de Gibraltar. 
En la actualidad, solo se conserva una lancha, la S-130. Se conserva con fondos privados, pero está al cuidado de la British Military Powerboat Trust de Southampton. Esta lancha participó el 21 de octubre de 1943 en el Exercise Tiger.

## Variantes
El diseño de la Schnellboot evolucionó a lo largo del tiempo. El primero tenía dos tubos lanzatorpedos en la cubierta delantera.
Las variantes fueron:
Clase S-26Entró en servicio en 1940. Casco de 40 m de longitud. Los tubos lanzatorpedos pasaron a la cubierta trasera.
Clase S-30
Clase S-38
Clase S-38bS-38 mejorada con cubierta blindada.
Clase S-100Desde 1943. 2 x cañones automáticos de 20 mm en el centro de la lancha y 1 x 37 mm en la popa.
Clase S-151
Tipo 700Último diseño, con tubos lanzatorpedos en la popa y una torreta trasera armada con un cañón automático de 30 mm. Se construyeron 8 lanchas, pero fueron completadas con las especificaciones técnicas de la S-100.

### Buques similares
Aliados
•  PT Boat
•  Motor Torpedo Boat
•  Clase G-5
Eje
•  Motoscafo Armato Silurante